# Blue Origin NS-18
NS-18 est une mission spatiale suborbitale opérée par Blue Origin qui s'est déroulée le 13 octobre 2021. Il s'agit du deuxième vol habité organisé par cette entreprise américaine, créée en 2000 par le milliardaire Jeff Bezos.
Cette mission emporta à son bord William Shatner, connu pour son rôle de capitaine Kirk dans la série Star Trek, et qui devint à 90 ans le doyen des humains étant allé dans l'espace, dépassant Wally Funk qui avait volé dans la mission NS-16 à 82 ans.

## Équipage
- Passager : Chris Boshuizen (1),  Australie
- Passager : Glen de Vries (1),  États-Unis
- Passager : Audrey Powers (1),  États-Unis
- Passager : William Shatner (1),  Canada

Le chiffre entre parenthèses indique le nombre de vols spatiaux effectués par l'astronaute, Blue Origin NS-18 inclus.